# Процишин Михайло Іванович
Миха́йло Іва́нович Проци́шин (26 травня 1964, с. Нижбірок, Чортківський район, Тернопільська область — 8 березня 2022, біля с. Лукашівка, Чернігівська область) — український військовослужбовець, старший лейтенант Збройних Сил України, учасник російсько-української війни, що загинув у ході російського вторгнення в Україну в 2022 році.

## Життєпис
Народився 26 травня 1964 року в селі Нижбірку, нині Васильковецької громади Чортківського району Тернопільської області.
Після закінчення Чемеровецького училища проходив строкову військову службу. Згодом закінчив Московський державний університет шляхів сполучення.
З 2014 — учасник АТО/ООС. 10 січня 2020 року був вдруге призваний до Збройних Сил України.
Загинув 8 березня 2022 року в боях з російськими окупантами поблизу с. Лукашівки Чернігівської області.
Похований 14 квітня 2022 року.

## Нагороди
- орден Богдана Хмельницького III ступеня (23 травня 2022, посмертно) — за особисту мужність і самовіддані дії, виявлені у захисті державного суверенітету та територіальної цілісності України, вірність військовій присязі[1].